# Însurǎței
Însurăței è una città della Romania di 7 265 abitanti, ubicata nel distretto di Brăila, nella regione storica della Muntenia.
Fanno parte dell'area amministrativa anche le località di Lacu Rezii, Măru-Roșu, Valea Călmățui.
Nei pressi della città si trova un giacimento di acque geotermali alla profondità di circa 1.000 m. L'amministrazione locale intende valorizzare in futuro questo giacimento: in tale ottica lo stesso è stato raggiunto da due pozzi e l'acqua sgorga alla superficie con una temperatura di circa 61 °C.